# Gerhard Feyerabend
Gerhard Feyerabend (29 de abril de 1898 - 6 de noviembre de 1965) fue un general alemán en la Wehrmacht de la Alemania Nazi durante la II Guerra Mundial que comandó varias divisiones. Fue condecorado con la Cruz de Caballero de la Cruz de Hierro. Feyerabend se rindió a las fuerzas soviéticas en la bolsa de Curlandia; fue liberado en 1947.

## Condecoraciones
- Cruz Alemana en Oro el 30 de enero de 1943 como Oberst im Generalstab del XXVII. Armeekorps[1]
- Cruz de Caballero de la Cruz de Hierro el 5 de abril de 1945 como Generalleutnant y comandante de la 11. Infanterie-Division[2]